# 气动管

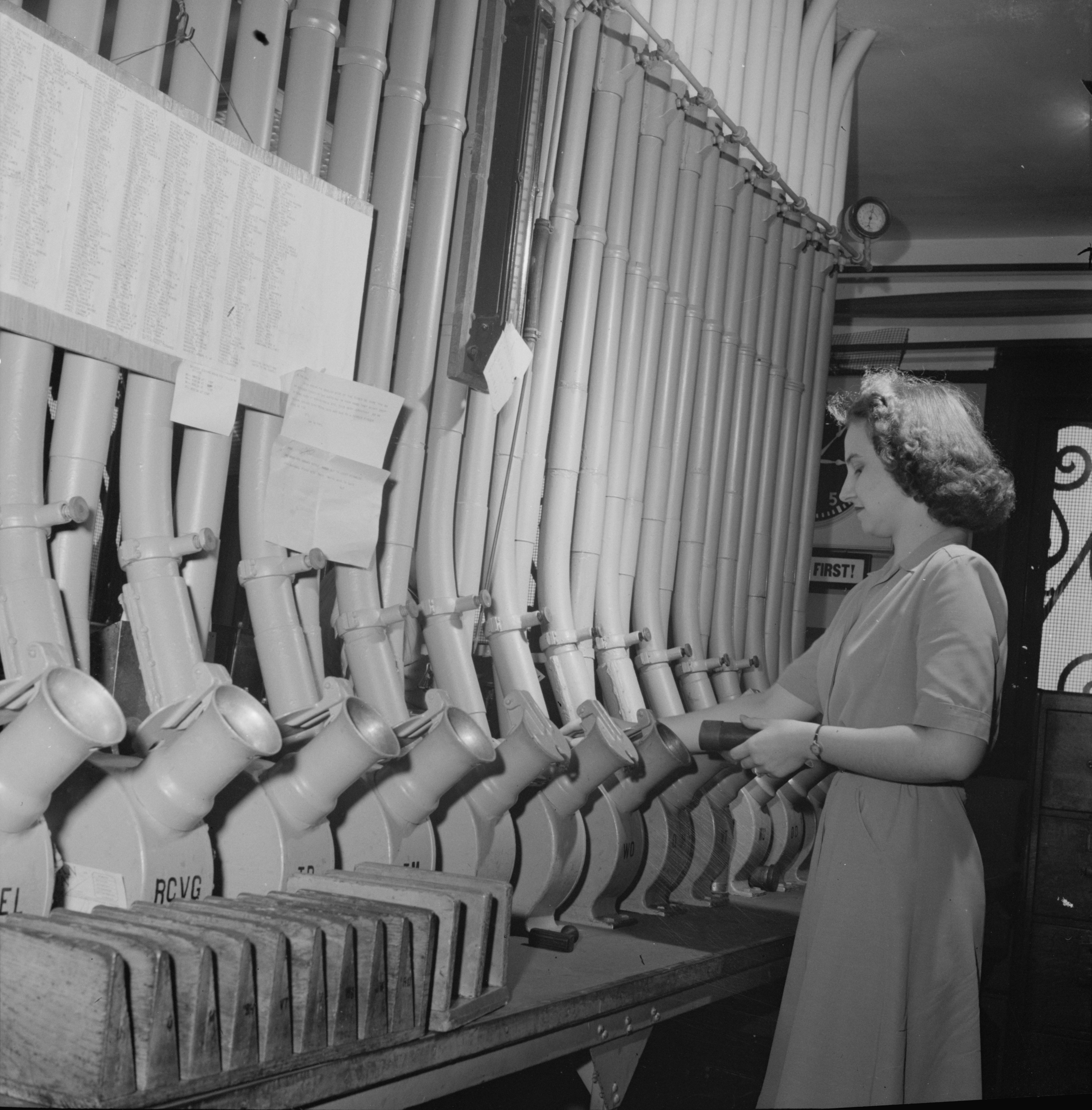
美國首都華盛頓的一處氣動管系統（1943年攝）

气动管（英語：Pneumatic tube），或胶囊管道，同时也被称作气动管运输，是通过压缩空气或部分抽真空来推动圆柱形容器通过管网的系统。和传统的运输液体的管道相反，它们被用来运输固态物体。气动管网在十九世纪和二十世纪早期被用来在相对较短的距离内（如在一栋楼内，最大在一个城市内）传送小型、紧急的包裹，如邮件、现金等。一些气动管网建设得很复杂，但是它们大多数已经被取代了。如今，在部分医院、賣場等特定环境中，气动管仍存在并用於輸送病歷、实验样本。现金等物品。
一小部分气动运输系统也被设计成运输大型货物，同铁路等运输方式竞争，然而这些系统从来没被广泛使用。